# Anna Kummerlöw

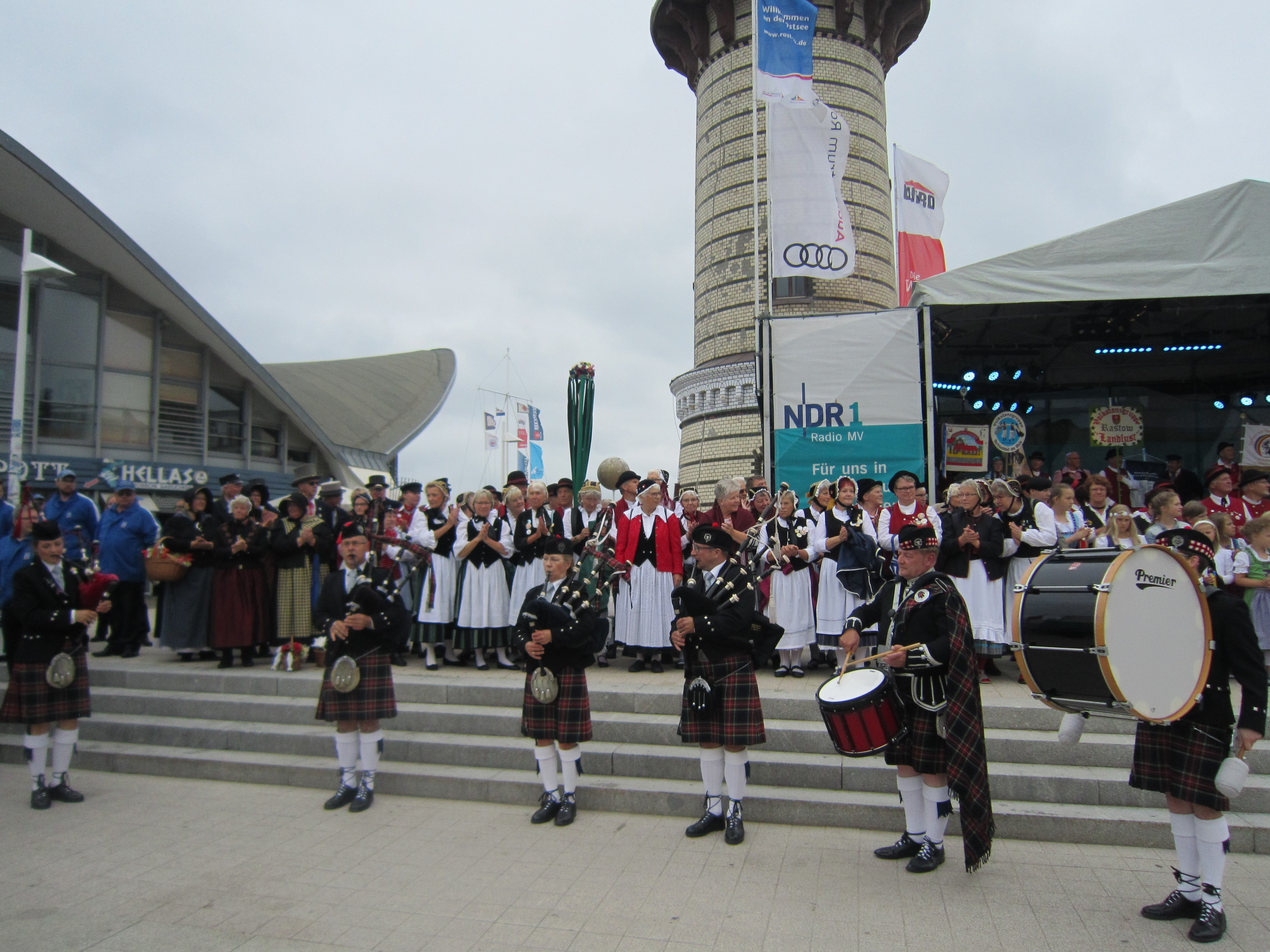
Anna Kummerlöw (ganz links) und der „Clan MacLanborough Pipes & Drums“ tragen auf der Warnemünder Woche 2019 Sackpfeifenmusik vor.

Anna Kummerlöw (* 1989) ist eine deutsche Musikerin.

## Leben und Werk
Anna Kummerlöw wuchs während ihrer frühen Kindheit in Hamburg auf. Sie zog 2001 nach Kladrum im mecklenburgischen Landkreis Parchim (heute: Landkreis Ludwigslust-Parchim) um, wo sie heute lebt. Ihr Abitur legte sie 2008 am Friedrich-Franz-Gymnasium in Parchim ab.
In Rostock studierte Anna Kummerlöw die Fächer Anglistik und Altphilologie. Sie unterrichtet an der Niels-Stensen-Schule in Schwerin die Fächer Englisch und Latein.
Seit ihrem elften Lebensjahr musiziert Anna Kummerlöw auf der Sackpfeife. Sie wurde hierzu von ihren Eltern, Hans-Joachim und Heidi Kummerlöw, inspiriert, beide begeisterte (ehemalige) Sackpfeifen-Spieler, die bereits in Hamburg der „Caledonian Pipe Band“ angehörten. Seit ihrem dreizehnten Lebensjahr spielt Anna Kummerlöw die Great Highland Bagpipe. Sie ist seit Jahren in Folge beste deutsche Sackpfeife-Spielerin und nimmt seit 2011 mit Erfolg auch an Wettbewerben in Schottland teil. Anna Kummerlöw wurde 2014 in den Vorstand der Bagpipe Association of Germany e.V. (BAG) gewählt, dessen Vorsitzende sie seit 2017 ist; sie ist Inhaberin des Scottish Bagpipes SCQF Level 8 (PDQB Level 6), fungiert als Wertungsrichterin u. a. in Peine beim Highland Gathering, in Xanten, Trebsen und in Eisenstadt, gibt Workshops sowie persönlichen oder auch Skype-Unterricht und gehört seit einigen Jahren zum Lehrerteam der BAG Sommerschule auf Burg Breuberg.
Anna Kummerlöw ist seit 2010 Pipe Major der ersten und bislang einzigen Sackpfeifen-Band Mecklenburg-Vorpommerns, des „Clans MacLanborough Pipes & Drums“. Das Wort „MacLanbourough“ ist eine „Schottisierung“ des Wortes „Mecklenburg“. Gemeinsam mit ihrer Band tritt Anna Kummerlöw bei den verschiedensten Veranstaltungen auf. Mehrmals war sie Teil des Rahmenprogramms der Warnemünder Woche. Im Januar 2018 stand sie gemeinsam mit André Rieu auf der Bühne der Stadthalle Rostock.

## Preise und Auszeichnungen
- 2017 Gewinn der Goldmedaille in Braemar (Aberdeenshire)[8]